# Leimbach (Wartburgkreis)
Leimbach település Németországban, azon belül Türingiában. Lakosainak száma 1700 fő (2023. december 31.). Leimbach Bad Salzungen, Stadtlengsfeld és Tiefenort községekkel határos.

## Népesség
A település népességének változása:
| Lakosok száma | 1679 | 1680 | 1724 | 1722 | 1700 |
|               | 2017 | 2019 | 2021 | 2022 | 2023 |